# Collomiastrum debile
Collomiastrum debile är en blågullsväxtart som först beskrevs av Sereno Watson, och fick sitt nu gällande namn av Stanley Larson Welsh. Collomiastrum debile ingår i släktet Collomiastrum, och familjen blågullsväxter. Inga underarter finns listade i Catalogue of Life.